# Norvegia al Junior Eurovision Song Contest
La Norvegia ha partecipato 3 volte sin dal suo debutto nel 2003. La rete che ha curato le varie partecipazioni è la NRK. Si ritirano nel 2006 per concentrarsi al Melodi Grand Prix Junior, altra competizione canora norvegese per bambini e adolescenti. Nel gennaio 2024, la NRK ha valutato un possibile ritorno al concorso nel 2025 con l'organizzazione di una finale nazionale, ma non è stata confermata alcuna informazione sul nuovo concetto. A partire dal 2025, la NRK non ha chiuso le porte a future partecipazioni, poiché la nuova finale nazionale è ancora in fase di sviluppo.

## Partecipazioni
- Primo posto
- Secondo posto
- Terzo posto
- Ultimo posto

| Anno                                    | Artista      | Canzone                 | Lingua    | Posizione | Posizione |
| Anno                                    | Artista      | Canzone                 | Lingua    | Finale    | Punti     |
| --------------------------------------- | ------------ | ----------------------- | --------- | --------- | --------- |
| 2003                                    | 2U           | Sinnsykt gal forelsket  | Norvegese | 13º       | 18        |
| 2004                                    | @lek         | En stjerne skal jeg bli | Norvegese | 13º       | 12        |
| 2005                                    | Malin Reitan | Sommer og skolefri      | Norvegese | 3º        | 123       |
| Nessuna partecipazione dal 2006 al 2025 |              |                         |           |           |           |

## Storia delle votazioni
Al 2005, le votazioni della Norvegia sono state le seguenti: 
Punti dati
| Posizione | Stato              | Punti |
| --------- | ------------------ | ----- |
| 1         | Danimarca          | 32    |
| 2         | Croazia            | 25    |
| 3         | Bielorussia Spagna | 20    |
| 4         | Romania            | 14    |
| 5         | Belgio             | 12    |

Punti ricevuti
| Posizione | Stato             | Punti |
| --------- | ----------------- | ----- |
| 1         | Danimarca         | 22    |
| 2         | Svezia            | 21    |
| 3         | Spagna            | 13    |
| 4         | Lettonia          | 11    |
| 5         | Malta Paesi Bassi | 10    |

## Organizzazione dell'evento
| Anno | Città       | Luogo       | Conduttori                              |
| ---- | ----------- | ----------- | --------------------------------------- |
| 2004 | Lillehammer | Håkons Hall | Stian Barsnes Simonsen e Nadia Hasnaoui |